# Coupe de l'EHF masculine 2006-2007
Navigation
Coupe de l'EHF 2005-2006 Coupe de l'EHF 2007-2008
La Coupe de l'EHF 2006-2007 est la 26e édition de la Coupe de l'EHF.
Organisée par la Fédération européenne de handball (EHF), la compétition est ouverte en 2006-2007 à 56 clubs de handball d'associations membres de l'EHF. Ces clubs sont qualifiés en fonction de leurs résultats dans leur pays d'origine lors de la saison 2005-2006.

## Résultats

### Premier tour préliminaire
| Équipe 1           | Score   | Équipe 2              | Aller   | Retour  |
| ------------------ | ------- | --------------------- | ------- | ------- |
| Tatran Prešov      | 75 – 54 | HB Dudelange          | 41 – 29 | 34 – 25 |
| KK Tallinn         | 80 – 44 | HC Dobrudja           | 38 – 21 | 42 – 23 |
| KH Peja            | 61 – 64 | Maccabi Rishon LeZion | 28 – 27 | 33 – 37 |
| Lūšis Kaunas       | 61 – 35 | HV Emmen & Omstreken  | 32 – 18 | 29 – 17 |
| Cyprus College     | 42 – 61 | HC Zubří              | 20 – 38 | 22 – 23 |
| HK Lokomotiv Varna | 55 – 58 | Põlva KK              | 33 – 26 | 22 – 32 |
| KV Sasja HC        | 96 – 31 | Fima Jerewan          | 54 – 13 | 42 – 18 |
| HC Ness Ziona      | 49 – 57 | Cankaya Ankara        | 21 – 25 | 28 – 32 |

### Deuxième tour préliminaire
| Équipe 1                | Score   | Équipe 2             | Aller   | Retour  |
| ----------------------- | ------- | -------------------- | ------- | ------- |
| Chakhtar Donetsk        | 51 – 63 | KK Tallinn           | 19 – 31 | 32 – 32 |
| Tatran Prešov           | 59 – 52 | RK Železničar Niš    | 31 – 22 | 28 – 30 |
| Pallamano Conversano    | 58 – 59 | Haukar Hafnarfjörður | 32 – 31 | 26 – 28 |
| Milli Piyango SK        | 52 – 68 | Madeira Andebol SAD  | 28 – 32 | 24 – 36 |
| VŠĮ Panevėžys           | 46 – 41 | HRK Izviđač Ljubuški | 24 – 22 | 22 – 19 |
| Sjundea IF              | 51 – 69 | RK Čakovec           | 26 – 34 | 25 – 35 |
| AC Filippos Verias      | 52 – 58 | SPE Nicosie          | 27 – 27 | 25 – 31 |
| RK Slovenj Gradec       | 75 – 56 | Lūšis Kaunas         | 36 – 27 | 39 – 29 |
| Stord Handball          | 51 – 54 | Põlva Serviti        | 25 – 27 | 26 – 27 |
| KV Sasja HC             | 61 – 54 | HV Kras/Volendam     | 32 – 29 | 29 – 25 |
| BGUFK Minsk             | 66 – 50 | HC Berchem           | 34 – 21 | 32 – 29 |
| UHK Krems               | 50 – 67 | ASK Riga             | 26 – 32 | 24 – 35 |
| Grasshopper Club Zürich | 74 – 53 | Cankaya Ankara       | 39 – 23 | 35 – 30 |
| HC Zubří                | 57 – 54 | Pandurii Târgu-Jiu   | 30 – 26 | 27 – 28 |
| RK Mladost Bogdanci     | 46 – 70 | ABC Braga            | 31 – 31 | 15 – 39 |
| Maccabi Rishon LeZion   | 62 – 59 | SSV Forst Brixen     | 28 – 31 | 34 – 28 |

### Seizième de finale
| Équipe 1              | Score    | Équipe 2                | Aller   | Retour  |
| --------------------- | -------- | ----------------------- | ------- | ------- |
| KV Sasja HC Hoboken   | 48 – 64  | Skjern HB               | 27 – 35 | 21 – 29 |
| BGUFK Minsk           | 49 – 68  | SC Magdebourg           | 23 – 31 | 26 – 37 |
| FC Copenhague         | 62 – 54  | RK Slovenj Gradec       | 38 – 25 | 24 – 29 |
| RK Trebnje            | 63 – 58  | RK Čakovec              | 31 – 25 | 32 – 33 |
| CAI BM Aragón         | 83 – 53  | ASK Riga                | 50 – 27 | 33 – 26 |
| VŠĮ Panevėžys         | 45 – 56  | KC Budapest             | 24 – 31 | 21 – 25 |
| Steaua Bucarest       | 56 – 66  | Grasshopper Club Zürich | 32 – 33 | 24 – 33 |
| Maccabi Rishon LeZion | 47 – 79  | TBV Lemgo               | 25 – 42 | 22 – 37 |
| Paris HB              | 63 – 43  | Haukar Hafnarfjörður    | 34 – 24 | 29 – 19 |
| Bidasoa Irun          | 57 – 54  | ABC Braga               | 30 – 27 | 27 – 27 |
| IK Sävehof            | 61 – 52  | KK Tallinn              | 28 – 20 | 33 – 32 |
| Dunaferr HK           | 58 – 54  | Madeira Andebol SAD     | 31 – 24 | 27 – 30 |
| SG Kronau/Östringen   | 64 – 41  | SPE Nicosie             | 42 – 19 | 22 – 22 |
| Dynamo Astrakhan      | 73 – 51  | HC Zubří                | 37 – 22 | 36 – 29 |
| Põlva Serviti         | 60E – 60 | SPR Chrobry Głogów      | 29 – 24 | 31 – 36 |
| US Dunkerque HB       | 57 – 53  | HT Tatran Prešov        | 31 – 28 | 26 – 25 |

### Huitième de finale
| Club               | Aller   | Total   | Retour  | Club                |
| ------------------ | ------- | ------- | ------- | ------------------- |
| SC Magdebourg      | 39 – 26 | 73 – 64 | 34 – 38 | SG Kronau/Östringen |
| Grasshopper Zurich | 35 – 22 | 67 – 58 | 32 – 36 | PLER KC Budapest    |
| BM Aragón          | 33 – 21 | 58 – 56 | 25 – 35 | Dunaferr SE         |
| Põlva Serviti      | 28 - 28 | 51 – 66 | 23 – 38 | Bidasoa Irún        |
| TBV Lemgo          | 31 -27  | 61 – 62 | 30 – 35 | Dunkerque HBGL      |
| Dinamo Astrakhan   | 26 – 27 | 54 – 60 | 28 – 33 | FC Copenhague       |
| Skjern Håndbold    | 39 – 28 | 64 – 58 | 25 – 30 | IK Sävehof          |
| Paris Handball     | 26 - 26 | 57 – 50 | 31 – 24 | RK Trimo Trebnje    |

### Quarts de finale
| Club               | Aller   | Total   | Retour  | Club            |
| ------------------ | ------- | ------- | ------- | --------------- |
| SC Magdebourg      | 35 – 27 | 74 – 62 | 39 – 35 | FC Copenhague   |
| Grasshopper Zurich | 32 – 21 | 58 – 48 | 26 – 27 | Paris Handball  |
| Dunkerque HB       | 23 – 28 | 48 – 55 | 25 – 27 | Skjern Håndbold |
| BM Aragón          | 31 – 26 | 56 – 49 | 25 – 23 | Bidasoa Irún    |

### Demi-finales
| Club            | Aller   | Total   | Retour  | Club               |
| --------------- | ------- | ------- | ------- | ------------------ |
| SC Magdebourg   | 32 – 24 | 59 – 50 | 27 – 26 | Grasshopper Zurich |
| Skjern Håndbold | 29 – 25 | 53 – 54 | 24 – 29 | BM Aragón          |

### Finale
| Club      | Aller   | Total   | Retour  | Club          |
| --------- | ------- | ------- | ------- | ------------- |
| BM Aragón | 30 – 30 | 58 – 61 | 28 – 31 | SC Magdebourg |

#### Finale aller
La finale aller, disputée le 21 avril 2007 dans le Pavillon Príncipe Felipe de Saragosse devant 11 000 spectateurs, a vu le BM Aragón et le SC Magdebourg faire match nul 30-30 (15-13) :
- BM Aragón (30) : Hernández Bermudes, Lapajne – Cartón Llorente (10), Sorli Lahuerta (5), Sorrentino Sala (3), Cano Abadia (2), Doder (2), Rodríguez Pendes (2), Vatne (2), Álvarez Fernández (1), Arrhenius (1), Ortega Martínez (1), Rivera (1), Zaky
- SC Magdebourg (30) : Bitter, Heinevetter – Abati (9), Bielecki (9), Jurecki (4), Tkaczyk (3), van Olphen (2), Grafenhorst (1), Sprenger (1), Theuerkauf (1), Göthel, Kretzschmar, Koulechov, Roggisch

#### Finale retour
La finale retour, disputée le 29 avril 2007 dans le Bördelandhalle de Magdebourg devant 8 000 spectateurs, a vu le SC Magdebourg battre le BM Aragón 31-28 (11-10) et donc remporter la compétition :
- SC Magdebourg (31) : Bitter, Heinevetter – Tkaczyk (6), Abati (5), Bielecki (5), Jurecki (5), Kretzschmar (4), Theuerkauf (3), Sprenger (2), Grafenhorst (1), Göthel, Koulechov, Roggisch, van Olphen
- BM Aragón (28) : Hernández Bermudes, Lapajne – Doder (7), Cartón Llorente (6), Ortega Martínez (5), Sorli Lahuerta (3), Arrhenius (2), Sorrentino Sala (2), Álvarez Fernández (1), Cano Abadia (1), Rodríguez Pendes (1), Basmalis Gomez, Rivera, Vatne